# Loris Vergier
Loris Vergier (* 7. Mai 1996 in Cagnes-sur-Mer) ist ein französischer Mountainbiker, der sich auf die Disziplin Downhill spezialisiert hat.

## Sportlicher Werdegang
Als Junior war Vergier der erfolgreichste Downhill-Fahrer seines Jahrgangs. Nach Silber in der Saison 2013 wurde er 2014 in Hafjell Junioren-Weltmeister im Downhill. Mit Einführung einer offiziellen Wertung für Junioren im Downhill-Weltcup zur Saison 2014 war er mit zwei Weltcup-Siegen auch erster Gewinner der Gesamtwertung bei den Junioren.
In der Saison 2018 gewann Vergier in Vallnord sein erstes Weltcup-Rennen in der Elite. 2020 folgten zwei, 2021 drei und 2022 noch einmal zwei Siege im Weltcup, für den Gewinn der Weltcup-Gesamtwertung fehlte ihm jedoch bisher die notwendige Konstanz über eine gesamte Saison. In der Saison 2021 wurde er Europameister, ein Jahr später gewann er mit Bronze auch seine erste Medaille bei den Mountainbike-Weltmeisterschaften in der Elite. 2023 blieb der zweite Platz zum Weltcup-Auftakt in Lenzerheide sein bestes Saisonergebnis.

## Erfolge
2013
- Weltmeisterschaften (Junioren) – Downhill
- Französischer Meister (Junioren) – Downhill

2014
- Weltmeister (Junioren) – Downhill
- Französischer Meister (Junioren) – Downhill
- zwei Weltcup-Erfolge – Downhill (Junioren)
- Weltcupgesamtwertung – Downhill (Junioren)

2018
- ein Weltcup-Erfolg – Downhill

2020
- zwei Weltcup-Erfolge – Downhill

2021
- Europameister – Downhill
- drei Weltcup-Erfolge – Downhill

2022
- Weltmeisterschaften – Downhill
- zwei Weltcup-Erfolge – Downhill